# Mälarenergi
Mälarenergi AB är ett affärsdrivande företag som levererar el, fjärrvärme, vatten, fjärrkyla och snabba kommunikationslösningar, framför allt i Mälardalsregionen. Dessutom säljer företaget el till privat- och företagskunder i hela Sverige. Koncernen ägs av Västerås stad och omsätter cirka 3 miljarder kronor. Företaget verkar i Mälardalen och har sitt huvudkontor i Västerås. 

## Historia
Mälarenergi etablerades år 1861, då Gaslysningsbolaget i Västerås bildades med syftet att hålla gatlyktorna lysande.  I slutet av 1800-talet togs Turbinhuset i Västerås i drift, en tid då många industrier startades i Västerås, bland annat ABB. 150 år senare arbetar företagets anställda på olika anläggningar i hela Mälardalen.
Sedan 1950-talet levererar Mälarenergi fjärrvärme från Kraftvärmeverket i Västerås. Idag har Mälarenergi det fjärde största fjärrvärmenätet i Sverige med 670 kilometer ledningar. Närmare 97 procent av Västerås tätort värms upp av fjärrvärme och även fjärrkyla. Sedan början av 2000-talet används biobränsle i värmeproduktionen och Hallstahammar får även sin fjärrvärme från Kraftvärmeverket i Västerås. I Kungsör finns ett mindre fjärrvärmeverk som förser framför allt företag och flerbostadshus med fjärrvärme. År 2000 började Mälarenergi Stadsnät AB att bygga ett fibernät och blev därmed föregångare i världen kring att erbjuda ett öppet och fritt stadsnät.  
Onsdagen den 5 februari 2014 invigdes Nordens största solpark för produktion av elektricitet med hjälp av solenergi. Solcellsanläggningen har en effekt på 1,2 miljoner Watt och ligger längs E18 mellan Västerås och Enköping. Solparken är ett samarbete mellan Mälarenergi AB och Kraftpojkarna AB.

## Organisation
På Mälarenergi arbetar[när?] drygt 700 anställda inom närmare 130 olika yrkesgrupper. Koncernen består av ett antal så kallade affärsområden: Värme, Vatten, Energitjänster samt Elhandel. Koncernen har sex helägda dotterbolag: Mälarenergi Elnät AB, Mälarenergi Försäljning AB, Mälarenergi Vattenkraft AB samt Mälarenergi Fastighet AB. Mälarenergi är delägare i Fibra AB. 

## Anläggningar

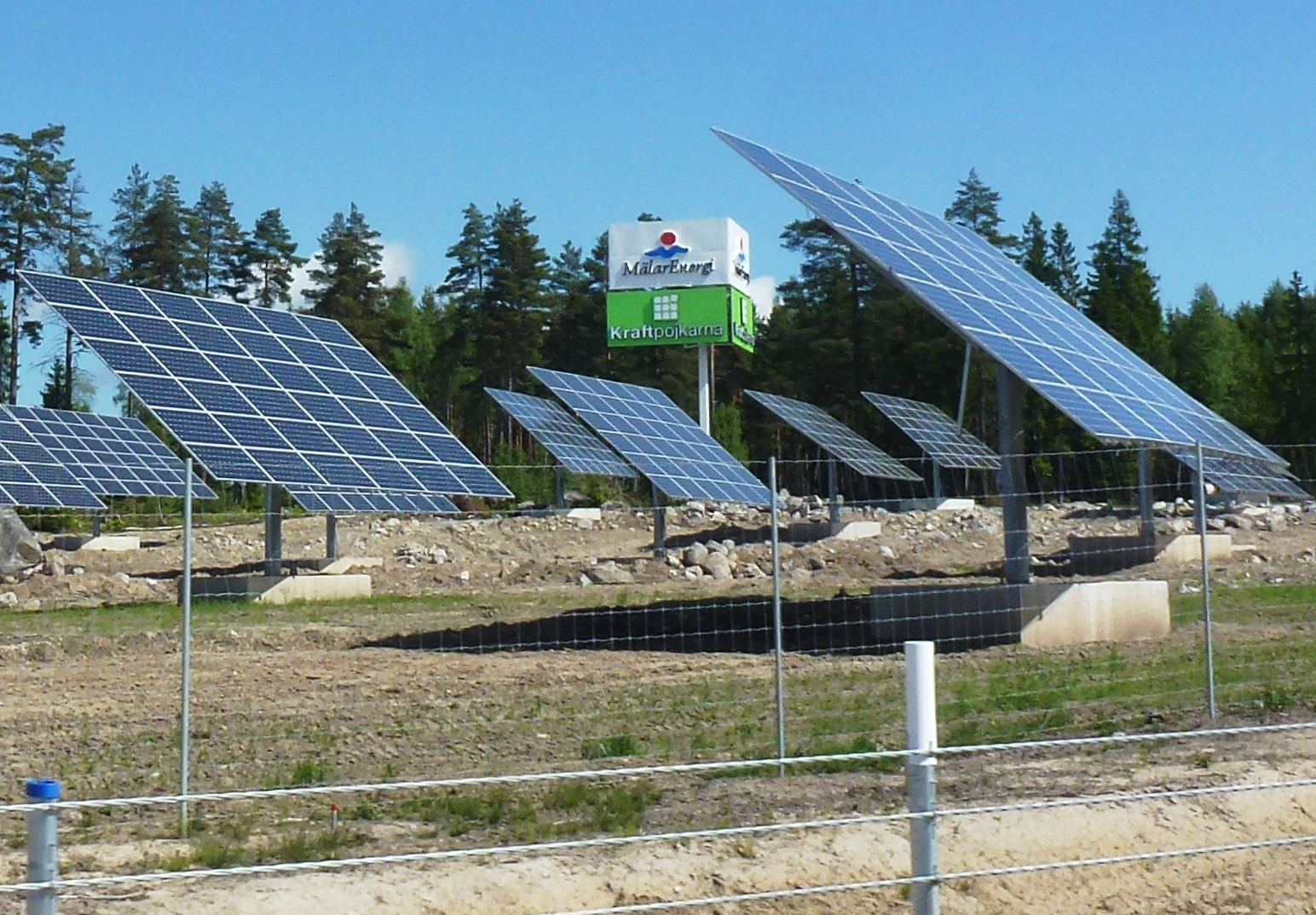
Mälarenergis skylt vid Solparken 2014

Mälarenergi äger och förvaltar ett antal anläggningar för framför allt elproduktion men även vattenverk och avloppsreningsverk. 
- Kraftvärmeverket. Västerås kraftvärmeverk är Sveriges största. Här produceras energi både till elnätet och till fjärrvärmenätet. Kraftvärmeverket består av sju block Block 1-7,Block 1-2 används inte längre, Block 3 kan endast eldas med olja och används endast som reserv. Den nyaste delen, Block 7, togs i drift 2020. Pannan eldas med träavfall och bistår av 36% av värmeproduktionen.[3]

- Värmeverket Kungsör. Hetvattencentralen producerar varje år cirka 40 GWh värme för leverans till fjärrvärmekunderna i Kungsörs kommun. Produktionen sker i huvudsak med förnybar energi (ca. 99%).[4]

- Värmeverket Surahammar. Värmeverket i Surahammar producerar varje år cirka 45 GWh värme till Kunder i Surahammar, Virsbo och Ramnäs. Produktionen sker i huvudsak med förnybar energi (ca. 99%).[5]

- Vattenkraftstationer. Mälarenergi äger och driver 41 vattenkraftstationer. Stationerna finns runt om i Västmanland och Värmland.[6]

- Vattenverket. Västerås vattenreningsverk ligger vid Hässlö på Badelundaåsen, med ett satellitverk vid Fågelbacken nära Hökåsen.  Vattenverket levererar cirka 50 miljoner liter färskt dricksvatten per dygn.[7]

- Avloppsreningsverket. Kungsängsverket i Västerås tar emot 54 miljoner liter avloppsvatten per dygn och renar vattnet på åtta timmar.[8]

- Solparken. Sveriges största solpark ägs av Kraftpojkarna AB men Mälarenergi har ett långsiktigt samarbete som innebär att Mälarenergi säljer el som produceras i solparken. I Solparken ligger mellan Västerås och Enköping, och där finns 92 solföljare som var och en är 72 kvadratmeter.[2]